# Otto Harnack

Otto Harnack, vor 1913

Rudolf Gottfried Otto Harnack (* 23. November 1857 in Erlangen; † 22. März 1914 im Neckar bei Besigheim) war ein deutscher Literaturwissenschaftler, Goetheforscher, Dramatiker und Dichter sowie Hochschullehrer.

## Leben
Otto Harnack war ein Sohn von Theodosius Harnack und Marie Harnack, geborene Ewers. Die Mutter starb in Erlangen am Tag seiner Geburt. Er war der jüngere Bruder des Theologen Adolf von Harnack. Der Witwer Harnack heiratete 1864 in Eisenach die Baronesse Helene von Maydell, eine Cousine seiner ersten Ehefrau. 1866 zog Otto Harnack mit der Familie nach Dorpat, Estland (damals Gouvernement Livland des Russischen Reiches). Um 1871 war er wahrscheinlich zusammen mit seinem Bruder Adolf in Allasch (heute Allaži, bei Riga) auf einem Rittergut, das von der Familie der Stieftante bewohnt wurde.
Nach Studienjahren an der Kaiserlichen Universität Dorpat (1875–1879) wurde Harnack 1880 an der Universität Göttingen zum Dr. phil. promoviert. Danach war er 1882–1886 in Birkenruh in Livland als Lehrer tätig. Am 20. August 1898 heirateten in Berlin Otto Harnack und die zwanzig Jahre jüngere Clara Reichau (1877–1962), die bei Erich Kuithan in Jena eine Ausbildung als Kunstmalerin erhalten hatte. Die aus dieser Ehe stammenden Kinder waren der Jurist, Nationalökonom und Widerstandskämpfer Arvid Harnack (1901–1942), der Regisseur Falk Harnack (1913–1991) sowie die beiden Töchter Ingeborg Harnack (später Havemann-Harnack) und Angela (genannt Ansa, später als Geigenlehrerin tätig).
Harnack wurde im Jahr 1890 Redakteur der Zeitschrift Preußische Jahrbücher. 1891 arbeitete er als Schriftsteller und Korrespondent der Allgemeinen Zeitung in Rom. Außerdem engagierte er sich dort als Sekretär des Deutschen Künstlervereins. 1896 wurde er als Professor für Geschichte und Literatur an die Technische Hochschule Darmstadt berufen. Gemeinsam mit seinem älteren Bruder Adolf war Otto Harnack ab 1904 Mitglied der Akademie gemeinnütziger Wissenschaften zu Erfurt. 1905 wechselte er als Professor an die Technische Hochschule Stuttgart. Trotz seiner beruflichen Tätigkeiten in Stuttgart war er von 1906 bis 1914 Stadtverordneter in Darmstadt.
Otto Harnack – er wurde seit dem 27. Februar 1914 vermisst – starb am 22. März 1914 im Alter von 56 Jahren durch Suizid.
Seine Witwe Clara Harnack lebte in den 1930er Jahren zusammen mit der Tochter Angela wieder in Jena, wo sie häufig Probleme mit der Gestapo bekam. Sie starb 1962 in Neckargemünd.

## Schriften (Auswahl)
- Das karolingische und byzantinische Reich in ihren wechselseitigen politischen Beziehungen. Nebst einem Excurs über den officiellen oder privaten Ursprung der grossen karolingischen Annalen. R. Peppmüller, Göttingen 1880; archive.org.
- Das Kurfürstencollegium bis zur Mitte des vierzehnten Jahrhunderts. Nebst kritischem Abdrucke der ältesten Ausfertigung der goldenen Bulle. Eine von der philosophischen Facultät der Universität Göttingen mit dem ersten Preise der Beneke-Stiftung gekrönte Abhandlung. Ricker, Gießen 1883; archive.org.
- Goethe in der Epoche seiner Vollendung (1805–1832). Versuch einer Darstellung seiner Denkweise und Weltbetrachtung. J. C. Hinrichs, Leipzig 1887; Textarchiv – Internet Archive.
  - Zweite umgearbeitete Auflage: J. C. Hinrichs, Leipzig 1901; Textarchiv – Internet Archive.
- Zur Nachgeschichte der italiänischen Reise. Goethes Briefwechsel mit Freunden und Kunstgenossen in Italien 1788–1790. (= Schriften der Goethe-Gesellschaft, Band 5). Verlag der Goethe-Gesellschaft, Weimar 1890; archive.org.
- Tolstoi in Deutschland. In: Preußische Jahrbücher, 67, 1891, S. 1–13; Textarchiv – Internet Archive.
- Livland als Glied des deutschen Reichs vom dreizehnten bis sechszehnten Jahrhundert. In: Preußische Jahrbücher, 67, 1891, S. 364–378; Textarchiv – Internet Archive.
- Die klassische Ästhetik der Deutschen. Würdigung der kunsttheoretischen Arbeiten Schiller’s, Goethe’s und ihrer Freunde. Mit dem Facsimile eines ungedruckten Gedichts von Schiller. J. C. Hinrichs, Leipzig 1892; archive.org.
- Deutsches Kunstleben in Rom im Zeitalter der Klassik. Ein Beitrag zur Kulturgeschichte. Emil Felber, Weimar 1896; Textarchiv – Internet Archive.
- Schiller. Ernst Hofmann & Co., Berlin 1898; archive.org.
  - Zweite verbesserte Auflage: Ernst Hofmann & Co., Berlin 1905; Textarchiv – Internet Archive, Projekt Gutenberg-DE.
  - Neue Ausgabe: Greifenverlag, Rudolstadt 2009, ISBN 978-3-86939-549-4.
- Essais und Studien zur Literaturgeschichte. Friedrich Vieweg und Sohn, Braunschweig 1899; Textarchiv – Internet Archive.
- Goethes Ausgewählte Werke. In chronologischer Folge mit Anmerkungen herausgegeben von Otto Harnack. Friedrich Vieweg und Sohn, Braunschweig 1901; archive.org.
- Der Gang der Handlung in Goethes Faust. A. Bergsträßer, Darmstadt 1902;  Textarchiv – Internet Archive.
- Der deutsche Klassizismus im Zeitalter Goethes. Eine litterarhistorische Skizze. Emil Felber, Berlin-Schöneberg 1906 (eingeschränkte Vorschau in der Google-Buchsuche-USA).
- Aufsätze und Vorträge. J. C. B. Mohr (Paul Siebeck), Tübingen 1911; Textarchiv – Internet Archive.

## Herausgeberschaften
- Zur Nachgeschichte der italienischen Reise. Goethes Briefwechsel mit Freunden und Kunstgenossen in Italien 1788-1790. (=Schriften der Goethe-Gesellschaft: Im Auftrage des Vorstandes herausgegeben von Bernhard Suphan, Band 5). Verlag der Goethe-Gesellschaft, Weimar 1890.